# بن راشد وبني عبد الله (تابودة)
بن راشد وبني عبد الله هي إحدى مشيخات المملكة المغربية، تتبع جغرافيا لإقليم تاونات وإداريًا لتابودة. يقدر عدد سكانها بـ 4495 نسمة حسب الإحصاء الرسمي للسكان والسكنى لسنة 2004.